# 1271 هـ
1271 هـ هي سنة في التقويم الهجري امتدت مقابلةً في التقويم الميلادي بين سنتي 1854 و1855.

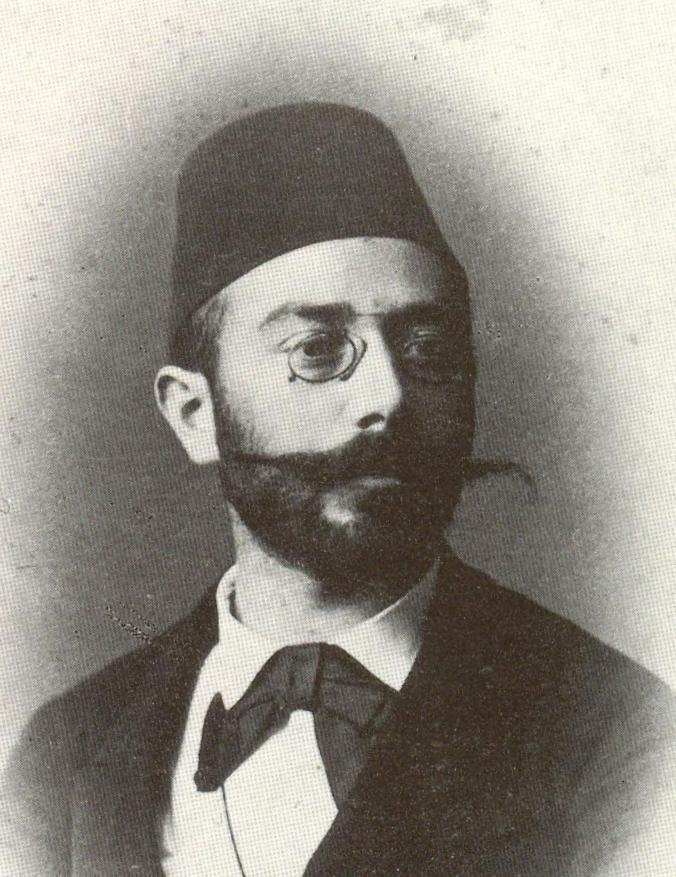
إدورد جلازر

## أحداث
- الأمام فيصل بن تركي يصبح أكثر حكام الدولة السعودية الثانية طولا بالعمر.
- الأمير عبد الله بن فيصل يقوم بتسلم شهادة الدراسة.
- الأمام فيصل بن تركي يدخل ابنه عبد الله بن فيصل بأعمال السياسة.
- الأمام فيصل بن تركي يحارب قبيلة العميدان بسبب مهاجمة مدينة القطيف منهم.
- الأمام فيصل بن تركي يحول كل الوزرات مرة ثانية إلى مديرية أعمال.
- الأمام فيصل بن تركي يرسم شجرة لعائلة آل سعود، وهو أول من يرسم شجرة لعائلة آل سعود.
- الأمير محمد بن فيصل يصبح نائبا للقوات السعودية.
- الأمام فيصل بن تركي يلبس الثوب ويعينه لباسا للحاكم السعودي.
- الأمام فيصل بن تركي يرفع سعر الجمل ويخفض سعر الخيول.
- الأمام فيصل بن تركي يقوم بزيارة رسمية لدمشق.
- الأمير سعود بن فيصل يحارب قبيلة الخلفاء بسبب مهاجمتهم له.

## مواليد
- عبد الرحمن الكواكبي
- الأمير عبد الرحمن بن فيصل يتزوج وينجب ولد اسمه فيصل بن عبد الرحمن بن فيصل.
- أحمد عزت العابد
- إدورد جلازر
- المحسن بن أحمد
- الملا عثمان الموصلي
- رينيه باسيه
- دافيد سانتلانا
- فرانكلين هنري جيدنجز
- فيصل بن عبد الرحمن بن فيصل بن تركي آل سعود
- كامل الغزي
- محمد بخيت المطيعي